# Spanische Badminton-Mannschaftsmeisterschaft 2024/25
Die Spanische Badminton-Mannschaftsmeisterschaft 2024/25 war die 39. Auflage der Teamtitelkämpfe in Spanien. Sie startete am 21. September 2024 und endete am 25. Mai 2025. Meister wurde CB IES La Orden.

## Gruppe A

### Teams
| Team                               | Ort        | Spielstätte                               |
| ---------------------------------- | ---------- | ----------------------------------------- |
| CB IES La Orden                    | Huelva     | Polideportivo Andrés Estrada              |
| Puertas Padilla Cartagena          | Cartagena  |                                           |
| CB San Fernando                    | Valencia   | Pabellón Fuensanta                        |
| Club Bádminton Ravachol Pontevedra | Pontevedra | Centro Gallego de Tecnificación Deportiva |
| CB As Neves                        | As Neves   |                                           |

### Vorrunde
|   | Team                      | Punkte | J | G | P | PG | PP | JF  | JC  | PF   | PC   |
| - | ------------------------- | ------ | - | - | - | -- | -- | --- | --- | ---- | ---- |
| 1 | Puertas Padilla Cartagena | 21     | 8 | 7 | 1 | 44 | 12 | 140 | 53  | 1857 | 1390 |
| 2 | Recreativo IES La Orden   | 18     | 8 | 6 | 2 | 40 | 16 | 136 | 57  | 1906 | 1287 |
| 3 | Ravachol Pontevedra       | 15     | 8 | 5 | 3 | 29 | 27 | 99  | 97  | 1644 | 1709 |
| 4 | CBSF Valencia             | 3      | 8 | 1 | 7 | 20 | 36 | 80  | 127 | 1651 | 1940 |
| 5 | CB As Neves               | 3      | 8 | 1 | 7 | 7  | 49 | 35  | 156 | 1255 | 1987 |

## Gruppe B

### Teams
| Team                     | Ort          | Spielstätte                      |
| ------------------------ | ------------ | -------------------------------- |
| CB Arjonilla             | Arjonilla    | Pabellón Municipal de Arjonilla  |
| Club Bádminton Rinconada | La Rinconada | Pabellón Fernando Martín         |
| CB Alicante Intercity    | Alicante     | Complejo Deportivo Núñez Blanca  |
| CB Pitiús                | Ibiza        | Polideportivo Insular Blancadona |
| CB Oviedo                | Oviedo       | Polideportivo Corredoria Arena   |

### Vorrunde
|   | Team                  | Punkte | J | G | P | PG | PP | JF  | JC  | PF   | PC   |
| - | --------------------- | ------ | - | - | - | -- | -- | --- | --- | ---- | ---- |
| 1 | CB Oviedo             | 24     | 8 | 8 | 0 | 45 | 11 | 147 | 53  | 1988 | 1392 |
| 2 | CB Rinconada          | 15     | 8 | 5 | 3 | 30 | 26 | 100 | 91  | 1555 | 1639 |
| 3 | CB Pitiús             | 13     | 8 | 4 | 4 | 25 | 31 | 86  | 107 | 1587 | 1712 |
| 4 | CB Alicante Intercity | 6      | 8 | 2 | 6 | 20 | 36 | 84  | 123 | 1686 | 1919 |
| 5 | CB Arjonilla          | 3      | 8 | 1 | 7 | 20 | 36 | 76  | 11  | 1626 | 1780 |

## Halbfinale
| Team 1                    | Ergebnis | Team 2       |
| ------------------------- | -------- | ------------ |
| CB IES La Orden           | 6-1      | CB Oviedo    |
| Puertas Padilla Cartagena | 6-1      | CB Rinconada |

## Finale
| Team 1          | Ergebnis | Team 2                    | Hin | Rück |
| --------------- | -------- | ------------------------- | --- | ---- |
| CB IES La Orden | 2-0      | Puertas Padilla Cartagena | 4-3 | 4-1  |